# Sven Hamrin
Pour les articles homonymes, voir Hamrin.
Sven Hamrin (né le 30 mars 1941 à Härnösand et mort le 25 janvier 2018 dans la même ville) est un coureur cycliste suédois. Aux Jeux olympiques de 1964 à Tokyo, il a obtenu la médaille de bronze du contre-la-montre par équipes avec les frères Sture, Erik et Gösta Pettersson. Il s'est classé 50e de la course en ligne de ces Jeux et a été champion de Suède sur route la même année.

## Palmarès
- 1964
  - Champion de Suède sur route
  - Solleröloppet
  -  Médaillé de bronze du contre-la-montre par équipes des Jeux olympiques
- 1965
  - Solleröloppet
  - 2e du championnat des Pays nordique du contre-la-montre par équipes